# Jilin Ertaizi Airport
Jilin Ertaizi Airport är en flygplats i Kina. Den ligger i provinsen Jilin, i den nordöstra delen av landet, omkring 96 kilometer öster om provinshuvudstaden Changchun.
Runt Jilin Ertaizi Airport är det mycket tätbefolkat, med 1 573 invånare per kvadratkilometer. Trakten runt Jilin Ertaizi Airport består till största delen av jordbruksmark.
Genomsnittlig årsnederbörd är 1 065 millimeter. Den regnigaste månaden är juli, med i genomsnitt 253 mm nederbörd, och den torraste är januari, med 13 mm nederbörd.